# Дискримінація

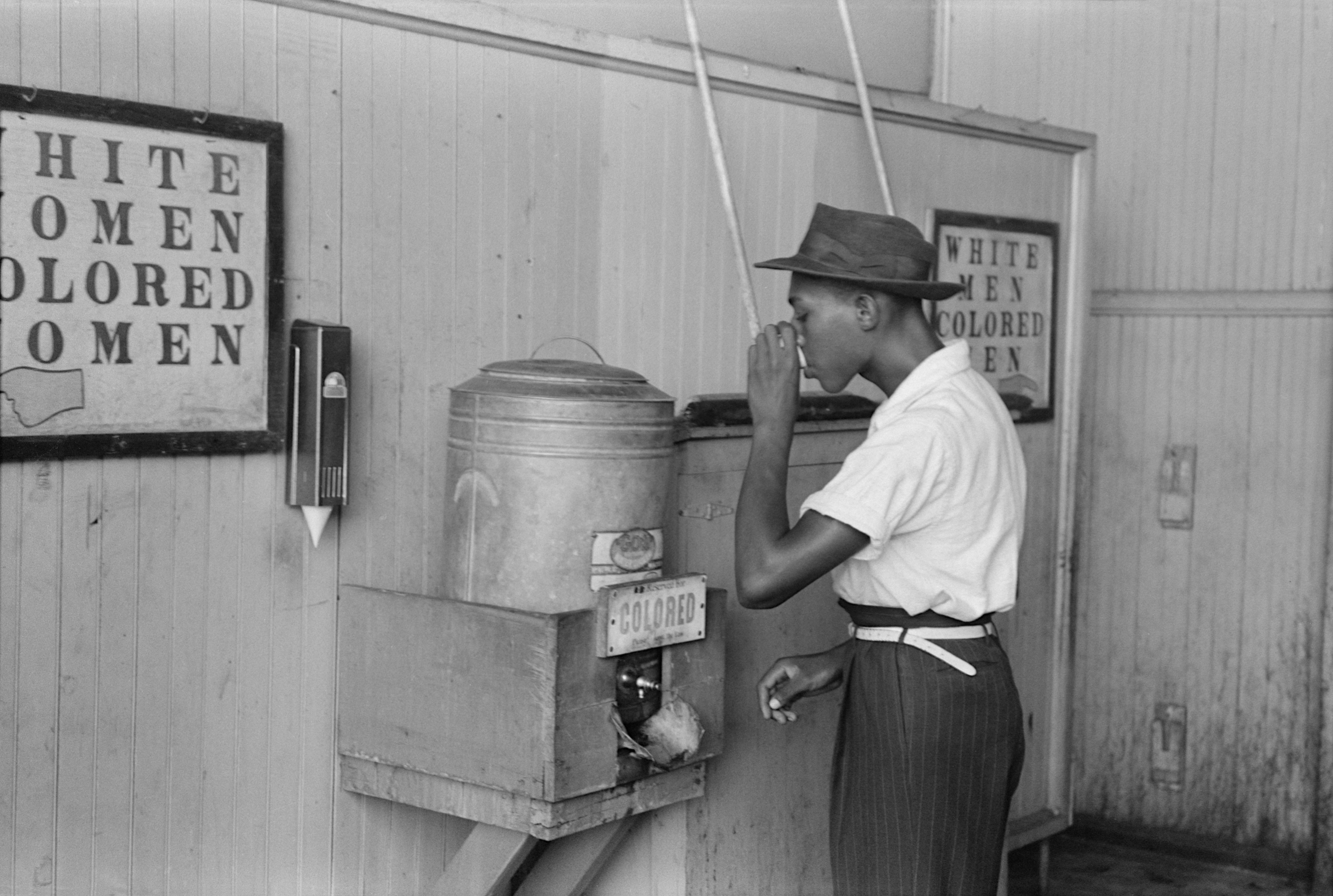
Афроамериканець п'є воду з расово сегрегованого кулера з позначкою «Colored» в Оклахома-Сіті

Дискримінація (лат. discriminatio «розрізнення») — відмінність, виключення, обмеження або перевага, що заперечує або зменшує рівне здійснення прав. Поняття охоплює виключення або обмеження можливостей для членів певної групи щодо можливостей інших груп.
Акти дискримінації можуть відбуватися відкрито чи таємно, індивідуально чи анонімними групами, бути одиничними чи системними, незначними (у жартах) або ж серйозними, що завдають психічну, матеріальну або фізичну шкоду та загрозу життю.
Дискримінація осіб і соціальних груп за ознакою раси, релігії, статі, етнічної приналежності, походження, національності або сексуальної орієнтації заборонена у багатьох міжнародних документах з прав людини і в Лісабонській угоді, що заміняє Конституцію ЄС.

## Законодавча боротьба
У Загальній декларації прав людини передбачається, що країна, що ратифікувала її, зобов'язана шанувати і забезпечити всім людям, що перебувають на її території й у межах її юрисдикції, права людини без будь-яких відмінностей, таких як раса, колір шкіри, стать, мова, релігія, сексуальна орієнтація, політичні або інші погляди, національне або соціальне походження, власність, вживання (але не зловживання) наркотиків, народження або інший статус.
У міжнародних відносинах поняття дискримінації також охоплює ставлення до держави (або групи держав), зазіхання на її права, що загрожує загальновизнаним звичаям і принципам міжнародного права. Організація Об'єднаних Націй виключає расову, політичну, релігійну й інші види дискримінації в міжнародних відносинах (ст. 55, 62 і 73).
У 1948 році Загальна декларація прав людини заборонила всі форми расової й іншої дискримінації.

## Форми дискримінації
Дискримінація має дві основні форми:
1. de jure (правова), закріплена в законах;
2. de facto (неофіційна), що укоренилася в соціальних звичаях.

Дискримінація de facto відбувається в ситуаціях, де домінує група людей, що користується перевагами стосовно меншості. На відміну від дискримінації de jure, що може бути знищена шляхом зміни законів, дискримінацію de facto знищити не просто. Дискримінація de facto звичайно існує тривалий час, тому що вона міцно пускає коріння у звичаї або інститути суспільства. Дискримінація етнічних груп є основним джерелом політичних конфліктів і сецесії (виходу із складу держави).

## Види дискримінації
Розрізняють пряму і непряму дискримінацію.
Пряма дискримінація характеризується як намір дискримінувати особу чи групу, наприклад, бюро з працевлаштування відкидає людину з певною ознакою (жінка з дітьми, гомосексуальна людина, ромська особа) або житлова компанія не продає квартири особам «кавказької національності».
Непряма дискримінація зумовлена впливом політики або конкретних заходів: коли формально нейтральні правила, критерії або практика ставлять де-факто особу певної меншини у невигідне становище у порівнянні з іншими. Приклади: критерій фізичних параметрів; дрес-код або імідж для певної професії. Формально ці правила є нейтральними щодо, наприклад, етнічної або релігійної приналежності, але фактично ставлять людей у нерівноправне положення.

### Етнічна

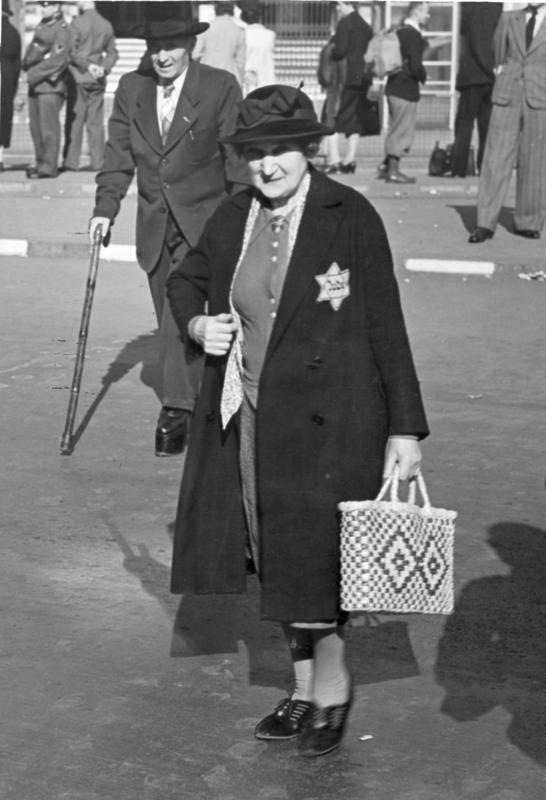
Єврейка, що носить жовту зірку в 1941 році в Берліні.

Етнічна дискримінація — політичні та соціальні утиски, які здійснюються панівним (домінуючим) у державі етносом щодо одного, кількох або усіх непанівних етносів і проявляються при наданні громадянства, здійсненні судочинства, реалізації прав на соціальний захист і прав людини взагалі, наймі на роботу та звільненні з неї, в умовах праці та її оплати, вирішенні питань освіти та задоволенні ін. культурно-інформаційних потреб. Цей різновид дискримінації має історичні, психологічні та економічні мотивації, які в багатьох суспільствах зумовлені традиційним ставленням до етносів-чужинців як до ворогів. На українських землях етнічна дискримінація з'явилась після входження до складу Королівства Польського. Зокрема, за дослідженнями польського історика А. Янечека, дискримінаційні обмеження русинів у містах мали етнічний, а не конфесійний характер і зберігались навіть у разі переходу русина у римо-католицизм. Людвіг фон Мізес один з основоположників Австрійської школи економіки в своєму magnum opus «Людська діяльність» писав: «як і містичне почуття богоспілкування, расова ненависть не є природним явищем, вродженим у людині. Це продукт ідеологій».

### Релігійна
Релігійна дискримінація — заборона або обмеження діяльності тих чи ін. релігійних конфесій, общин і груп, часткове або повне позбавлення певної частини віруючих громадян прав, пільг, привілеїв, які мають ін. віруючі громадяни. У 20 ст. практикувалася тоталітарними режимами (див. Тоталітаризм). Її мета — послабити вплив тих чи ін. релігігійних конфесій та організацій на політичне й духовне життя суспільства, не допустити появи опозиційних рухів під реліг. гаслами.
Релігійною дискримінацією було пронизане все законодавство СРСР про релігійні культи (заборона політичних акцій певної спрямованості, тотальне обмеження культурно-освітніх рухів та майже повна заборона доброчинної діяльності, свободи слова тощо). Фактично в умовах постійних переслідувань перебувала в УРСР діяльність греко-католицьких священиків (див. Українська греко-католицька церква) у Львівській, Тернопільській та ін. областях.

### Статева та сексуальна

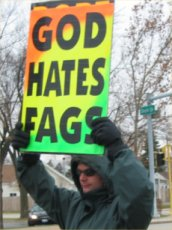
Гомофобний плакат

Дискримінація за статтю або сексизм — є проявом мізогінії та гомофобії, й може полягати як у цілеспрямованій образі людини за ознакою статі, насильстві проти жінок та на грунті ненависті, так і на рівні законодавства обмежувати певні дії (доступ до виборчих прав.

### Економічна
Економічна дискримінація — найзагальніше поняття, яке стосується економічних відносин і використовується для опису упередженості або дискримінації на основі економічних чинників. Цей тип дискримінації ґрунтується на маргіналізації в економіці за статево-віковими показниками або за приналежністю до певних економічних груп (наприклад, працівники і споживачі; вегетаріанці і люди, які проти дослідів на тваринах; люди з надмірною вагою або представники певної культури тощо). Людвіг фон Мізес один з основоположників Австрійської школи економіки писав: 
Роботодавець або працівник, якому довірено управління відділом підприємства, вільний дискримінувати працівників при прийомі на роботу, свавільно звільняти їх або урізати їм заробітну плату нижче ринкового рівня. Але, потураючи таким свавільним діям, він ставить під загрозу прибутковість свого підприємства або свого відділу і тим самим погіршує свій власний дохід і своє становище в економічній системі с. 629

Дійсно, підприємець вільний давати волю своїм примхам, звільняти працівників, вперто триматися за застарілі процеси, свідомо обирати невідповідні методи виробництва і дозволяти собі керуватися мотивами, які суперечать вимогам споживачів. Але коли і якою мірою він це робить, він повинен за це розплачуватися, і якщо він вчасно не зупиниться, то, втративши свою власність, буде загнаний у таке становище, коли він не зможе більше завдавати шкоди. Спеціальні засоби контролю за його поведінкою не потрібні. Ринок контролює його більш суворо і вимогливо, ніж будь-який уряд чи інший орган суспільства с. 401

### На ім'я
Дискримінація за ім'ям також може мати місце, причому дослідники припускають, що ця форма дискримінації присутня на основі значення імені, його вимови, унікальності, гендерної та расової приналежності. Дослідження також показали, що рекрутери в реальному світі витрачають у середньому лише шість секунд на перегляд кожного резюме, перш ніж ухвалити первісне рішення «підходить/не підходить», і що ім'я людини — одна з шести речей, на які вони звертають найбільшу увагу. Франція зробила незаконним перегляд імені людини в резюме під час відбору до первісного списку найбільш кваліфікованих кандидатів. Велика Британія, Німеччина, Швеція та Нідерланди також експериментували з процесами анонімного резюме. Деяку явну дискримінацію можна пояснити іншими факторами, як-от частота імені. Дискримінація за ознакою милозвучності імені — явище тонке, незначне і схильне до значних змін.

### По регіону
Регіональна або географічна дискримінація — це форма дискримінації, яка ґрунтується на регіоні, в якому проживає людина, або регіоні, в якому вона народилася. Вона відрізняється від національної дискримінації тим, що може ґрунтуватися не на національних кордонах чи країні, в якій проживає жертва, а на упередженнях щодо певного регіону однієї або кількох країн. Прикладами є дискримінація щодо китайців, які народилися в сільській місцевості, віддаленій від міст, розташованих у Китаї, та дискримінація щодо американців, які походять з південних або північних регіонів Сполучених Штатів. Вона часто супроводжується дискримінацією на основі акценту, діалекту або культурних відмінностей.

### За зростом
Хайтізм (дискримінація за зростом) — це упередження або дискримінація щодо людей за ознакою зросту. У принципі, це стосується дискримінаційного поводження з особами, чий зріст не знаходиться в межах нормального прийнятного діапазону зросту в популяції.

### За віком (ейджизм)
Ейджизм або вікова дискримінація — це дискримінація та стереотипи, засновані на чиємусь віці. Це набір переконань, норм та цінностей, які використовуються для виправдання дискримінації або підпорядкування залежно від віку людини. Ейджизм найчастіше спрямований на людей похилого віку, підлітків і дітей.
Вікова дискримінація при прийомі на роботу спостерігається в Сполучених Штатах. Джоанна Лахі, професор Школи державного управління та державної служби ім. Буша в Техаському університеті A&M виявила, що фірми більш ніж на 40% частіше беруть інтерв'ю у молодого дорослого шукача роботи, ніж літнього претендента. У Європі Стійн Баерт, Дженніфер Норга, Яннік Туї та Маріке Ван Хеке, дослідники з Гентського університету, виміряли порівняні коефіцієнти в Бельгії. Вони виявили, що дискримінація за віком є неоднорідною залежно від активності старших кандидатів протягом додаткових років після навчання. У Бельгії вони піддаються дискримінації лише в тому випадку, якщо мають більше років бездіяльності або нерелевантного працевлаштування.
В опитуванні для Кентського університету в Англії 29% респондентів заявили, що вони зазнали вікової дискримінації. Це вище, ніж за ознакою статі чи раси. Домінік Абрамс, професор соціальної психології в університеті, дійшов висновку, що ейджизм є найпоширенішою формою забобонів, з якими стикається населення Великої Британії.

### Дискримінація людей з інвалідністю (ейблізм)
Дискримінація щодо людей з обмеженими можливостями називається ейблізм. Дискримінація по інвалідності розглядає осіб з необмеженими можливостями як нормальних, що призводить до того, що громадські та приватні місця та послуги, освіта та соціальна робота призначені для обслуговування «стандартних» людей, знижуючи тим самим зручності для людей із різними порушеннями. Дослідження показали, що зайнятість необхідна не тільки для забезпечення життя, але й підтримки психічного здоров'я та благополуччя. Робота задовольняє низку основних потреб людини, таких як колективні цілі, соціальні контакти, статус та діяльність. Людина з обмеженими можливостями часто виявляється соціально ізольованою, і робота є одним зі способів зменшити ізоляцію.

### За кастой
За даними ЮНІСЕФ та Human Rights Watch, кастова дискримінація стосується приблизно 250 мільйонів людей у всьому світі та переважно поширена в деяких частинах Азії (Індія, Шрі-Ланка, Бангладеш, Пакистан, Непал, Японія) та Африки. Станом на 2011 рік, в Індії налічувалося 200 мільйонів далітів або каст, що входять до списку заборонених (раніше відомих як «недоторканні»).

### За класом
Класова дискримінація, також відома як класовість, — це упередження або дискримінація за ознакою соціального класу. Вона включає в себе індивідуальне ставлення, поведінку, системи політик і практик, які створені для того, щоб приносити користь вищому класу за рахунок нижчого.
Соціальний клас означає групування людей в ієрархії, що базується на багатстві, доходах, освіті, професії та соціальних зв'язках.

## Позитивні дії
Позитивні дії (англ. affirmative action, некоректна назва — позитивна дискримінація), або політика позитивних дій — юридична розбіжність в підходах, яка реалізується як тимчасовий захід із метою створення сприятливих умов для певної категорії осіб на шкоду іншій категорії та таким чином компенсує присутню між ними фактичну нерівність.
Позитивні дії дозволяють перейти від рівності в праві (як вимоги юридичної не дискримінації) до рівності через право (фактичної рівності). Держава вдається до позитивний дій заради забезпечення фактичної (реальної) рівності можливостей.
У літературі наводиться три групи аргументів на користь позитивних дій:
- аргументи, зорієнтовані виключно на її майбутні переваги, згідно з якими позитивна дискримінація зменшить міжрасові, міжнаціональні та гендерні суперечності, запобігатиме заворушенням, усуне нерівність у розподілі прибутку, ліквідує расові, національні та гендерні упередження, зміцнить почуття власної гідності у негрів, національних меншин і жінок, позитивно вплине на освіту і на дослідницьку працю;
- аргументи, спрямовані в минуле. Такі аргументи привертають увагу до фактів несправедливої расової, національної та гендерної дискримінації в минулому, що обумовлює існування у сучасного суспільства певних обов'язків щодо відшкодування шкоди особам, які належать до зазначених категорій. Їхня основна ідея полягає в тому, що індивіди, протиправно позбавлені чогось «належного», можуть справедливо вимагати якогось «еквівалента» за втрачене;
- позачасові аргументи, відповідно до яких програми позитивних дій легітимно сприяють наближенню расових, національних і гендерних відносин до ідеалів взаємоповаги, довіри та чесних шансів для всіх. Позитивні дії дозволяють встановити справедливі відносини між людьми на основі їхніх справжніх заслуг, допомагають забезпечити представництво всіх соціальних груп у всіх сферах життя у пропорції, що наближена до їхньої реальної чисельності, створюють можливість адекватної презентації погляду на ту чи іншу проблему кожної соціальної групи під час суспільних дискусій.

Перші приклади позитивних дій з'явилися в США в 60-ті роки ХХ ст. (програма Affirmative Action) і були спрямовані на покращення становища чорношкірого населення й інших меншин, на створення для них рівності можливостей з іншими членами суспільства, які не відчули безпосередньо або через своїх предків дискримінаційного ставлення: Сьогодні можна виділити три основні категорії осіб, стосовно яких діють програми позитивної дискримінації: жінки, расові групи та національні, чи етнічні меншини.
Позитивні дії повинні підлягати контролю з боку конституційних судів, оскільки є небезпека її перетворення в «дискримінацію навпаки», унаслідок якої постраждають усі, хто не належить до пільгових категорій.
Дослідження практики Верховного Суду США дає можливість зробити припущення, що програми позитивних дій можуть визнані конституційними за таких умов:
- якщо вони приймаються як засіб боротьби з доведеними фактами дискримінації в минулому;. .
- служать чітко визначеному, легітимному і непереборному завданню уряду;
- не повністю позбавляють представників більшості можливості бути учасниками процесу.

Вважається, що подібні правильно спроєктовані програми не суперечать вимогам рівності та не дискримінації. Наприклад, політичні заходи, спрямовані на врахування статі, раси або етнічної приналежності суб'єкта з метою забезпечення рівності можливостей для представників груп населення, які піддаються або піддавалися раніше дискримінації. Конкретний зміст та спрямованість залежать насамперед від історичної та культурної специфіки держави.
Так, в Україні політика позитивних дій реалізується для того, щоб досягти гендерної рівності, яка орієнтована на збільшення представленості жінок у сфері зайнятості, освіти та бізнесу, з яких вони були історично виключені. Для досягнення цієї мети було ухвалено Закон України «Про забезпечення рівних прав та можливостей жінок та чоловіків» від 8 вересня 2005 р. № 2866-IV, яким передбачений дозвіл на застосування спеціальних тимчасових заходів, спрямованих на усунення дисбалансу між можливостями жінок і чоловіків реалізовувати рівні права, надані їм Конституцією і законами України. Аналогічна позитивна дискримінація з тих же причин здійснюється щодо національних меншин, наприклад, циган.

## Антидискримінаційне законодавство

### Канада
- Кодекс прав людини Онтаріо[en] 1962 року
- Закон Канади про права людини[en] 1977 року[31]

### Велика Британія
- Закон про рівну оплату праці 1970 року[en] — передбачає рівну оплату за порівнянну працю.
- Закон про дискримінацію за ознакою статі 1975 року[en] — забороняє дискримінацію щодо жінок або чоловіків, включаючи дискримінацію за ознакою сімейного стану, на робочому місці.
- Закон про права людини 1998 року[en] — надає більше можливостей для усунення всіх форм дискримінаційного дисбалансу.
- Закон про рівність 2010 року[en] — об'єднує, оновлює та доповнює попередні закони та нормативні акти, які лягли в основу антидискримінаційного законодавства.[32][33][34]

### Сполучені Штати
- Закон про рівну оплату праці 1963 року[en][35] — (частина Закону про справедливі трудові стандарти[en]) — забороняє дискримінацію в оплаті праці з боку роботодавців та профспілкових організацій за статтю.
- Закон про громадянські права 1964 року — багато положень, зокрема загальна заборона дискримінації на робочому місці, зокрема щодо найму, звільнення, скорочення штату, пільг та сексуальних домагань.[36]
- Закон про справедливе житло[en] 1968 року забороняв дискримінацію під час продажу або оренди житла за ознакою раси, кольору шкіри, національного походження, релігії, статі, сімейного стану чи інвалідності. Управління з питань справедливого житла та рівних можливостей[en] відповідає за виконання та застосування Закону.
- Закон про дискримінацію вагітних жінок 1978 року[en], який вніс зміни до Розділу VII Закону про громадянські права 1964 року, охоплює дискримінацію на основі вагітності на робочому місці.[37]
- Закон про боротьбу з насильством щодо жінок 1994 року[en]
- У багатьох штатах діють закони проти дискримінації, такі як закони про громадянські права Флориди, що містяться в Державному статуті 760.[38]

### Документи Організації Об'єднаних Націй
Важливі документи ООН, що стосуються дискримінації, включають:
- Загальна декларація прав людини — це декларація, прийнята Генеральною Асамблеєю Організації Об'єднаних Націй 10 грудня 1948 року. У ній зазначено, що: «Кожна людина має право на всі права та свободи, проголошені в цій Декларації, без будь-якої різниці, як-от раса, колір шкіри, стать, мова, релігія, політичні чи інші переконання, національне чи соціальне походження, майнове становище, народження чи інший стан».[39]
- Міжнародна конвенція про ліквідацію всіх форм расової дискримінації (МКЛРД) є конвенцією Організації Об'єднаних Націй. Конвенція зобов'язує своїх учасників ліквідувати расову дискримінацію. Конвенція була прийнята та відкрита для підписання Генеральною Асамблеєю Організації Об'єднаних Націй 21 грудня 1965 року та набула чинності 4 січня 1969 року.
- Конвенція про ліквідацію всіх форм дискримінації щодо жінок (CEDAW) — це міжнародний договір, прийнятий Генеральною Асамблеєю Організації Об'єднаних Націй у 1979 році. Названий міжнародним біллем про права жінок, він набув чинності 3 вересня 1981 року.
- Конвенція про права інвалідів — це міжнародний документ з прав людини, укладений Організацією Об'єднаних Націй. Сторони конвенції зобов'язані заохочувати, захищати та забезпечувати повне здійснення прав людини особами з інвалідністю та гарантувати їм повну рівність перед законом. Текст конвенції ухвалила Генеральна Асамблея ООН 13 грудня 2006 року, його відкрили для підписання 30 березня 2007 року. Після ратифікації 20-ю стороною він набув чинності 3 травня 2008 року.